# Война и революция
«Война́ и револю́ция» (укр. Війна і революція) — щомісячний військово-політичний і військово-науковий журнал РСЧА. Видавався протягом січня 1925 — грудня 1936. Публікував статті з проблем теорії і практики воєнної справи, розвідки з військової історії, в тому числі України, а також огляди радянської та іноземної військової літератури, рецензії. Виходив під загальною редакцією М.Фрунзе, А.Бубнова, С.Каменєва тощо.